# Катастрофы космических кораблей
Катастрофы в космическом полете — летно-космическое происшествия, приведшее к гибели одного или нескольких членов экипажа, а также пропаже без вести или в ухудшении их здоровья, повлекшей смерть до окончания расследования этого происшествия.
Организация космических полётов является трудной работой, которая требует точных расчетов и ещё более осторожных действий в сложных ситуациях. Эта деятельность сопровождается трагическими инцидентами с человеческими жертвами. В результате неудачных ракетных запусков в мире погибло около 330 человек. Во время космического полета погибло 15 астронавтов и 4 космонавта.
В списке ниже перечислены происшествия, связанные с космическими полетами, которые привели к смертельному исходу во время полета.
| Дата           | Космический корабль | Погибшие | Описание                                                   |
| -------------- | ------------------- | --- | ---------------------------------------------------------- |
| 24 апреля 1967 | Союз-1              | Комаров, Владимир Михайлович | разбился при посадке в результате неисправностей парашютов |
| 15 ноября 1967 | Х-15                | Адамс, Майкл Джеймс | развалился в воздухе при входе в плотные слои атмосферы    |
| 30 июня 1971   | Союз-11             | Добровольский, Георгий Тимофеевич Волков, Владислав Николаевич Пацаев, Виктор Иванович                                                       | корабль разгерметизировался во время посадки               |
| 28 января 1986 | Шаттл Челленджер    | Джарвис, Грегори Брюс Маколифф, Криста Макнейр, Роналд Эрвин Онидзука, Эллисон Резник, Джудит Арлен Смит, Майкл Джон Скоби, Фрэнсис Ричард   | при взлёте в результате взрыва топливного бака             |
| 1 февраля 2003 | Шаттл Колумбия      | Хасбанд, Рик Даглас Маккул, Уильям Камерон Андерсон, Майкл Филлип Браун, Дэвид Макдауэлл Чавла, Калпана Кларк, Лорел Блэр Сэлтон Рамон, Илан | при посадке в результате чрезмерных тепловых нагрузок      |